# Aaltopuisto
Le Parc Aalto (en finnois : Aaltopuisto) est une résidence située dans le quartier Huutoniemi à Vaasa en Finlande,,.

## Histoire
En 1946, Alvar Aalto conçoit l’aménagement d’une zone de 30 hectares pour 3 000 habitants, dont seule une partie se réalisera.
Conçues par Alvar Aalto,  les maisons mitoyennes aux adresses Aaltopuisto 1 à 5, sont inscrites au registre du patrimoine immobilier protégé du Musée Alvar Aalto.

## Le parc
Les grands arbres centenaires du parc à vagues confèrent au quartier une atmosphère paisible et semi-ombragée et les pelouses sont tondues. 
Le parc dispose d'une aire de jeux. 
Il y a aussi un court de tennis et un terrain de football sur gazon à proximité.